# Phaulomys
Phaulomys är ett omstritt släkte av däggdjur inom familjen råttdjur. De två arterna lever på japanska öar. Enligt Wilson & Reeder (2005) och IUCN skiljer sig arterna inte tillräcklig från skogssorkarna för att utgöra ett eget släkte.
Kladogram enligt Catalogue of Life:
| Phaulomys | \| \| Phaulomys andersoni \| \| \| \| \| \| Phaulomys smithii \| \| \| \| |
|           | \| \| Phaulomys andersoni \| \| \| \| \| \| Phaulomys smithii \| \| \| \| |
|           | Phaulomys andersoni                                                       |
|           |                                                                           |
|           | Phaulomys smithii                                                         |
|           |                                                                           |

Arterna når en kroppslängd (huvud och bål) av 7 till 12 cm, en svanslängd av 3 till 8 cm och en vikt av 20 till 60 gram. Pälsen har på ovansidan en brun färg och buken är ljusbrun till krämfärgad med grå skugga. Även svansen har en mörkbrun ovansida och en grå undersida. Som avgränsning mot skogssorkar angavs differenser i skallens och tändernas konstruktion men dessa skillnader tillhör enligt Wilson & Reeder (2005) den vanliga variationen som kan finnas inom ett släkte. Till exempel har de två arterna molara tänder utan rot som växer hela livet.
Dessa gnagare lever i skogar, buskskogar och på ängar. I bergstrakter når de 2500 meter över havet. Honor är cirka 19 dagar dräktiga och sedan föds 1 till 9 ungar. Ungarna är vid födelsen blinda och de väger bara lite mer än två gram. De öppnar ögonen efter ungefär två veckor och diar sin mor cirka 25 dagar. Vissa individer kan leva 3,5 år.